# Aneuclis stepposa
Aneuclis stepposa là một loài tò vò trong họ Ichneumonidae.